# Plib
PLIB to przenośna biblioteka do projektowania gier komputerowych (i nie tylko) stworzona na licencji Open Source.
PLIB zapewnia obsługę efektów dźwiękowych, muzyki, grafikę 3D, renderowanie fontów, prostą bibliotekę okien, silnika sieciowego, bibliotekę matematyczną 3D i kolekcję różnych funkcji pomocniczych. Jest używana przez wiele projektów (nie zawsze gry i nie zawsze Open Source).